# Pingwinek Lolo
Pingwinek Lolo / Przygody Pingwinka Wiercipięty (jap. 小さなペンギンロロの冒険 Chiisana pengin: Lolo no bōken , ros. Приключения пингвинёнка Лоло, Prikloczenija pingwinionka Lolo) – animowana trylogia wydana w latach 1986-1987 wspólnie przez radzieckie studia filmowe Sojuzmultfilm i Sowinfilm oraz japońskie firmy Life Work Corporation i Aist Corporation.  

## Wersja radziecka
Obsada (głosy)
- Swietłana Stiepczenko jako Lolo
- Ludmiła Gniłowa jako Pepe
- Rołan Bykow jako Toto, tata Lolo
- Wiaczesław Niewinny jako dziadek Pigo
- Jewgienij Leonow jako Jack

Kłusownicy:
- Jurij Wołyncew
- Wiaczesław Bogaczow
- Władimir Soszalski
- Władimir Fierapontow

Czytał: Aleksiej Batałow

## Wersja japońska
Obsada (głosy)
- Kazuko Sugiyama jako Lolo
- Sanae Miyuki jako Pepe

## Wersja polska
W Polsce istnieją dwie wersje:
- Pingwinek Lolo – wersja wydana na VHS w 1998 roku. Dystrybucja: Silver Video[6].

- Przygody Pingwinka Wiercipięty – wersja wydana na VHS w latach 90. przez MADA VIDEO FILM.